# Референдум о восстановлении монархии в Греции (1935)
Референдум о восстановлении монархии в Греции состоялся 3 ноября 1935 года. Данное предложение одобрили 97,9 % избирателей.
Георг II вернулся из ссылки и был восстановлен на престоле 30 ноября 1935 года.

## Предпосылки
После поражения Греции в войне с Турецким национальным движением («Малоазийская катастрофа» 1922 г.), побежденная армия восстала против королевского правительства. Король Константин I был вынужден отречься от престола в сентябре 1922 года. Вскоре после этого парламент попросил его старшего сына и преемника, короля Георга II, покинуть Грецию, чтобы нация могла решить, какую форму правления ей следует принять. На референдуме 1924 года греки проголосовали за упразднение монархии и провозглашение республики.
В 1935 году премьер-министр Георгиос Кондилис, бывший военный, поддерживающий Венизелоса, стал самым влиятельным политическим деятелем Греции. 10 октября Кондилис заставил Панагиса Цалдариса уйти в отставку с поста премьер-министра и возглавил правительство, приостановив при этом действие многих конституционных положений. Кондилис, который теперь присоединился к консерваторам, решил провести референдум о восстановлении монархию, несмотря на то что раньше он был сторонником антимонархического крыла греческой политики.
Референдум был назначен на 3 ноября согласно постановлению «Об упразднении республики» от 10 октября 1935 года.

## Референдум
Наблюдатели того времени выразили серьезные сомнения в легитимности голосования. Помимо неправдоподобно высоких голосов, поданных «За» реставрацию монархии, голосование проходило при далеко не секретных обстоятельствах. Избиратели, если они поддерживали возвращение короля опускали синий лист бумаги в урну для голосования, или красный лист, чтобы сохранить республику. Любой, кто бросал красную бумагу, рисковал быть избитым роялистами.
Несмотря на явные правонарушения при голосовании, итоги референдума не оспаривались антироялистскими партиями, что и способствовало к огромному пророялистскому большинству. 
Год спустя, в апреле 1936 года, Иоаннис Метаксас установил диктаторское правление с одобрения короля, вновь нанесшего ущерб имиджу монархии. По мнению исследователей, большинство греков поддержали реставрацию монархии в надежде обеспечить определенную политическую стабильность в стране.

## Результаты
| Выбор                                        | Голоса    | %    |
| -------------------------------------------- | --------- | ---- |
| За                                           | 1,491,992 | 97.9 |
| Против                                       | 32,454    | 2.1  |
| Недействительных/пустых бюллетеней           | 3,268     | –    |
| Всего                                        | 1,527,714 | 100  |
| Источник: Dieter Nohlen, Philip Stöver, 2010 |           |      |